# 洗礼者聖ヨハネの説教 (ブリューゲル)
『洗礼者聖ヨハネの説教』（せんれいしゃせいヨハネのせっきょう、蘭: De prediking van Johannes de Doper、 英: The Sermon of Saint John the Baptist）は、初期フランドル派の巨匠ピーテル・ブリューゲルが板上に油彩で制作した絵画である。主題は、『新約聖書』中の「マタイによる福音書」 (3:4-17) に述べられている洗礼者聖ヨハネによる荒野での説教である。作品は、ハンガリーのブダペスト国立西洋美術館に所蔵されている。

## 背景

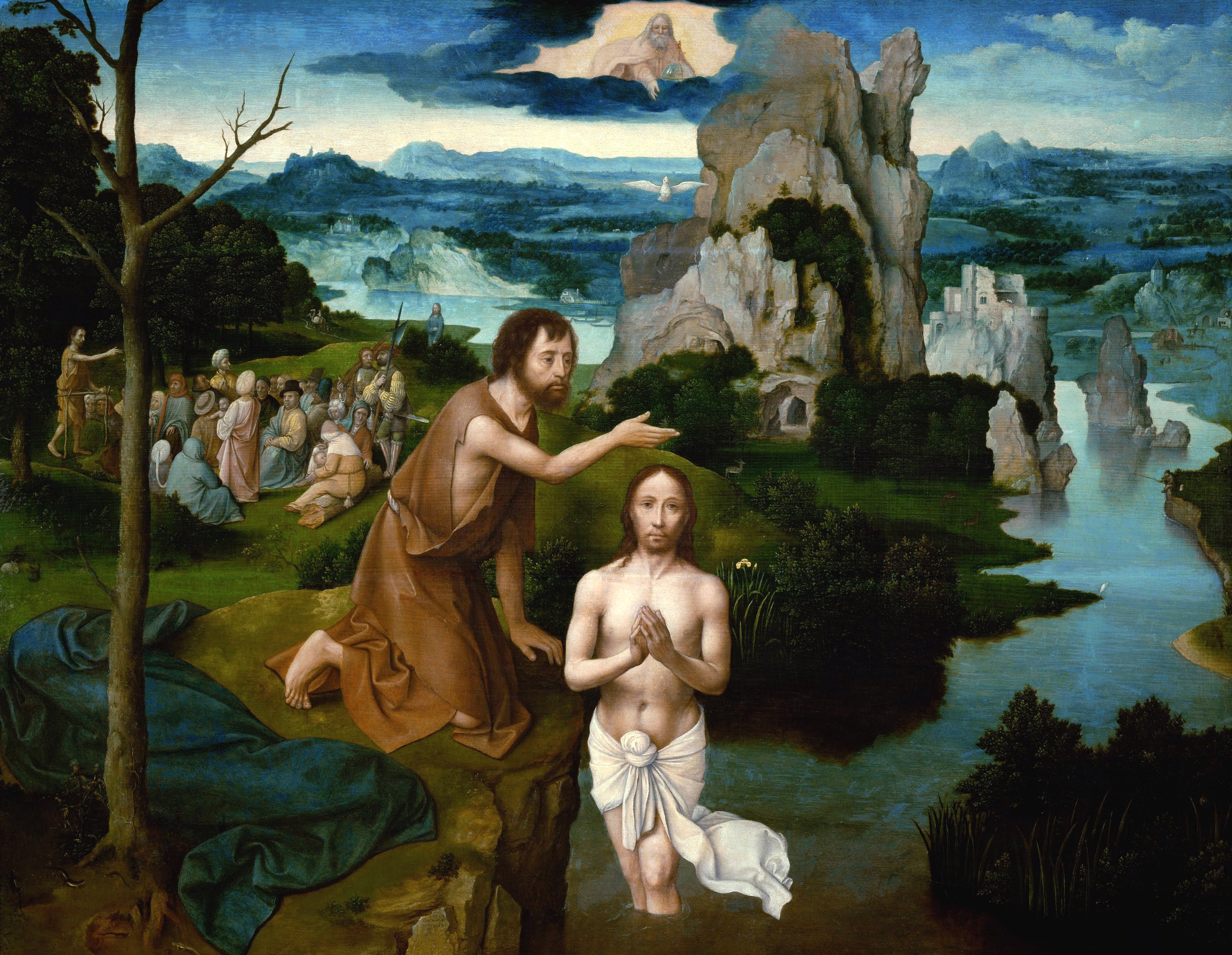
ヨアヒム・パティニール『キリストの洗礼』、1515年ごろ、美術史美術館 (ウィーン)

16世紀中ごろからヨアヒム・パティニール、ヘリ・メット・デ・ブレスらのフランドル絵画において、「洗礼者聖ヨハネの説教」や「キリストの洗礼」を、森や河口風景、また美しいアルプス山脈など風景画を描く絶好の機会と見なす風潮が高まっていた。本作でも、群衆の集まる森の向こうに河口の風景が広がり、その向こうにはアルプスを思わせる山並みが続く。しかし、ブリューゲルはパティニールら先人の作品に見られた鳥瞰図的な視点の風景の中に水平な視点で人物を描く、という2つの視点の矛盾を解消しただけでなく、人物を空間の中に見事に配置している。
本作が制作された1566年はイコノクラスム (偶像破壊) が起きた年度である。当時はまた、ルター派、カルヴァン派、再洗礼派などのプロテスタントによる宗教改革の説教がフランドル各地で行われていた。1566年6月24日、アントウェルペンの行政官は、その様子を以下のように報告している。「説教師は武装した幾人かに護衛され、前回の説教で指定した場所に到着した。人びとはしばらくその場所に居ると、群衆の数はますます増加した。そこで密林の方へ移動し、その四隅に見張り番を立てた…」。ブリューゲルが実際、こうした秘密の野外説教に強い印象を受け、本作の主題を迫真的に描くため、その印象を活かしたとも考えられる。この作品には、それを裏付けるような臨場感がある。しかし、ブリューゲルはプロテスタントではなかったので、この作品を画家の信仰告白として捉えることはできない。

## 作品

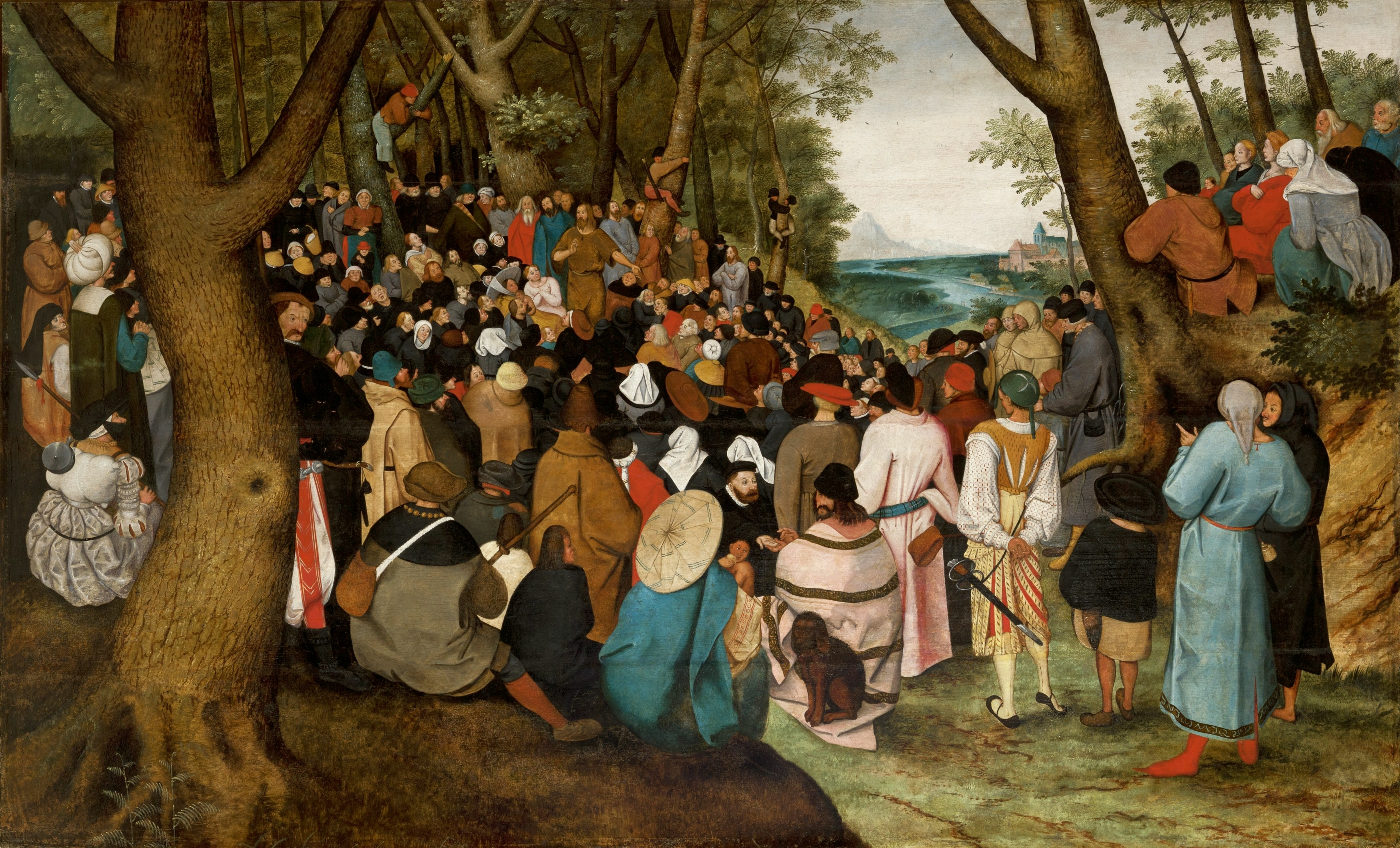
ピーテル・ブリューゲル2世による『洗礼者聖ヨハネの説教』の複製、1601-1604年ごろ

本作は横長の画面であるが、手前の太い木の幹を初め何本かの木の幹が林立して、画面を堅牢に構築している。主題である聖ヨハネの説教はブラバントの緑豊かな森に設定されている。先行する画家たちが風景を描くことに主眼を置き、登場する人物を制限しているのに対し、ブリューゲルは森の一角に200人以上の溢れるほどの群衆を描いている。また、彼らは、画家がおそらく国際都市アントウェルペンで目撃した異邦人、例えばハンガリー人、トルコ人、ロマなどの異国情緒豊かな民族衣装を身に着けており、画家の同時代の風俗描写となっている。
ブリューゲルは、先行者たちに比べてはるかに群衆の表情や動作に力を入れている。魂を奪われたように説教に聞き入る者、その言葉が理解できず口をぽかんと開けている者、睡魔に勝てない者、横を向いてロマに手相を占わせる者など、あたかも群集心理の描写を楽しんでいるかのようである。画面右端の木に登って説教を聞く人物たちをブリューゲルの自画像とその家族とする説もあるが、それは単なる憶測にすぎない。一方、手前のロマに手相を見せている上品な紳士は、明らかに肖像画である。おそらくブリューゲルの庇護者の肖像で、ニュルンベルクからの亡命詩人で富裕な商人、ハンス・フランケルトかもしれない。
本作において、洗礼者聖ヨハネの姿はあまり目立たない。彼は、同じく目立たない青い服を着たイエス・キリストを左手で指し示している。なお、ブリューゲルは、遠景の川岸近くにミニアチュール的なキリストの洗礼を描いて、鑑賞者の意表をついている。洗礼者ヨハネとキリストを同一画面の別の場所に描く異時同図法は、ブリューゲルに先行する多くの同主題作品に見られる。
ちなみに、画家の息子ピーテル・ブリューゲル2世の工房によって、本作の複製が20数点制作されている。